# 알렉스 다 키드
알렉산더 그랜트(Alexander Grant, 1982년 8월 27일 ~ )는 알렉스 다 키드(Alex da Kid)라는 예명으로 잘 알려진 잉글랜드의 음악 프로듀서이다.

## KIDinaKORNER
KIDinaKORNER는 2011년 알렉스 다 키드가 설립한 레이블이다.